# László Kovács
László Kovács (Budapest, Hongria 1939) és un polític i diplomàtic hongarès, que fou Comissari Europeu de Fiscalitat i Unió Duanera en la Comissió Barroso I i Ministre d'Afers Exteriors del seu país.

## Biografia
Va néixer el 3 de juliol de 1939 a la ciutat de Budapest. Va estudiar enginyeria química a la Universitat Tecnològica Petrik Lajos de Budapest, i posteriorment a la Universitat de ciències econòmiques d'aquesta mateixa ciutat, en la qual es va graduar el 1968.

## Activitat política
Membre del Partit Socialista, el 1986 fou nomenat membre del gabinet del Ministre d'Exteriors hongarès i entre 1989 i 1990 Secretari d'Estat d'aquest ministeri. L'any 1994 fou nomenat Ministre d'Afers Exteriors per part del primer ministre d'Hongria Gyula Horn, càrrec que ocupà fins al 1998. Novament el maig de 2002 fou nomenat Ministre d'Afers Exteriors pel primer ministre Péter Medgyessy, càrrec que va ocupar fins al 2004. Així mateix, entre 1998 i 2004 fou líder del seu propi partit.
El novembre de 2004 fou escollit membre de la Comissió Barroso, en la qual fou nomenat Comissari Europeu de Fiscalitat i Unió Duanera. El seu nomenament com a comissari no fou exempt de polèmica, ja que el Parlament Europeu el vetà com a Comissari d'Energia, la negativa però del govern hongarès de proposar un altre comissari provocà que José Manuel Durão Barroso el mantingués a la Comissió amb un altre càrrec.